# مری اچ. اوکانر
مری اچ. اوکانر (انگلیسی: Mary H. O'Connor؛ ۱ سپتامبر ۱۸۷۲ – ۳ سپتامبر ۱۹۵۹) فیلم‌نامه‌نویس و تدوین‌گر اهل ایالات متحده آمریکا بود.
از فیلم‌هایی که وی در آن‌ها نقش داشته است، می‌توان به تعصب، جاده مرموز و دروغ خطرناک اشاره نمود.